# Damníkov

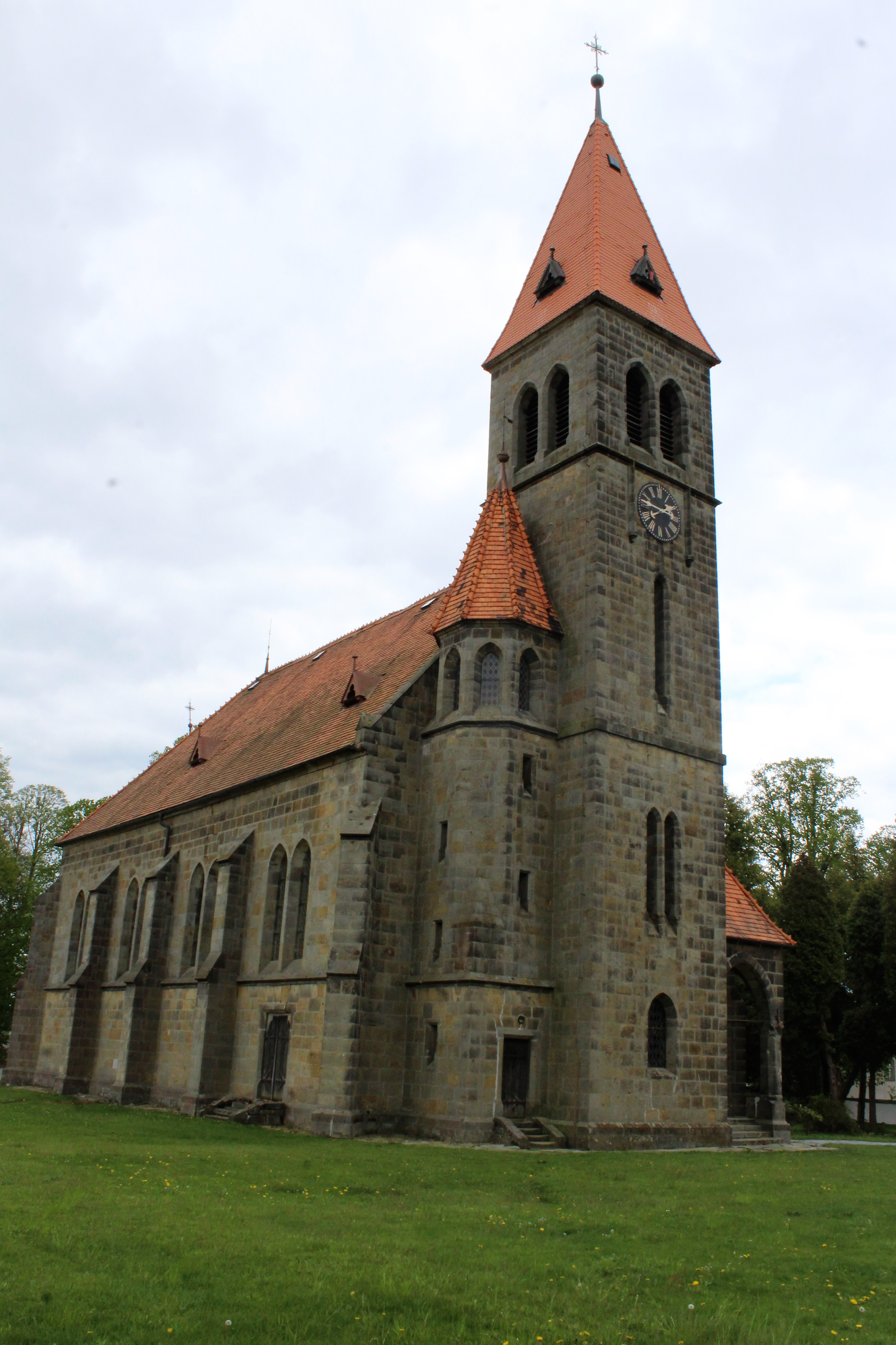
Kirche St. Johannes der Täufer in Damníkov

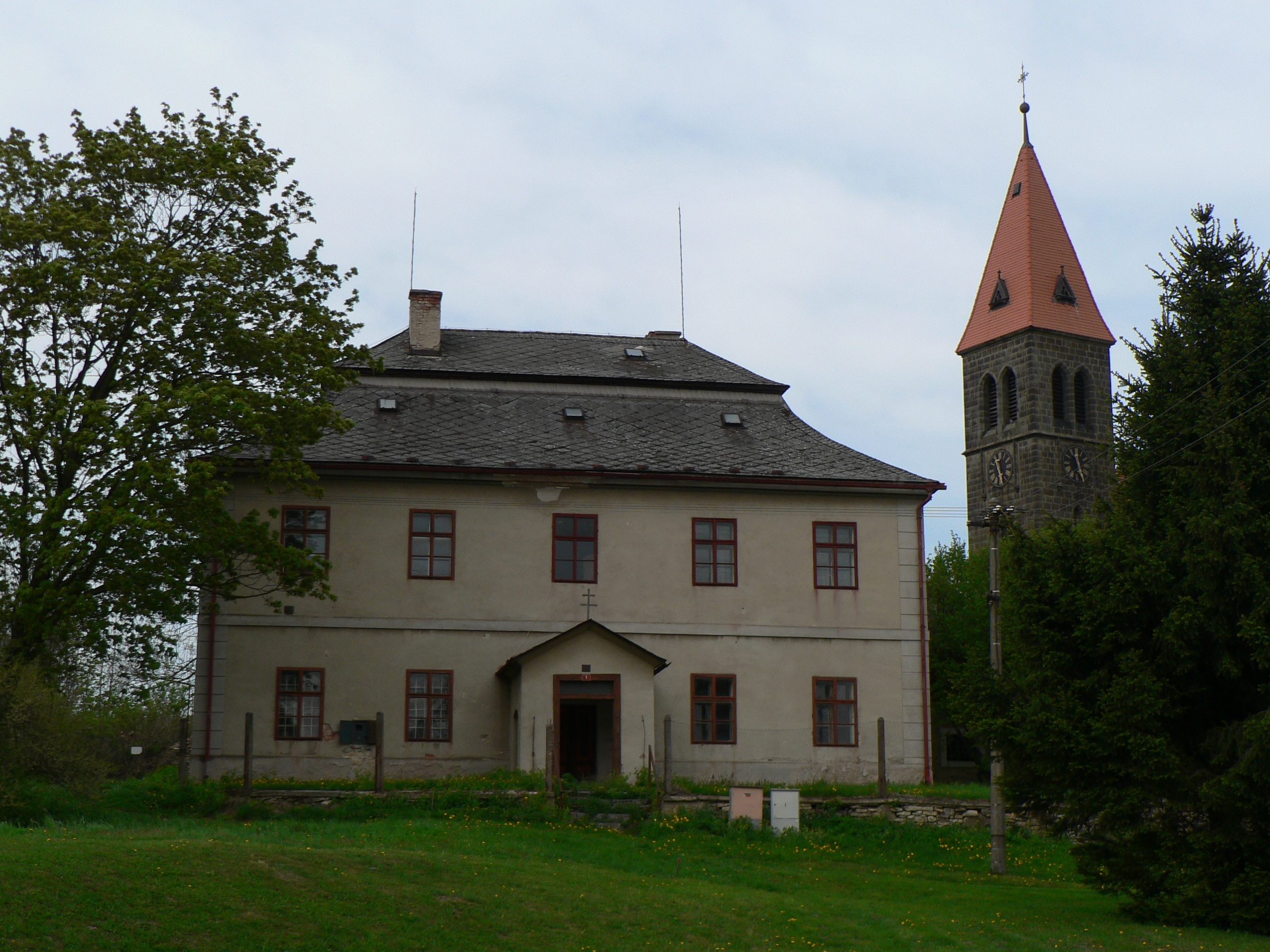
Barockes Pfarrhaus in Damníkov, erbaut 1754

Damníkov (deutsch Thomigsdorf, früher auch Tommesdoff, Schtoaschleppa, Schtongeraita und 1304 Tamichsdorf) ist eine Gemeinde mit 707 Einwohnern in Tschechien.

## Geographie
Damníkov liegt im Pardubický kraj (Tschechien) südwestlich der Stadt Lanškroun zu beiden Seiten des Johannisbachs, der in die Moravská Sázava fließt. Der Ort befindet sich an einem alten Pass östlich des Schönhengster Rückens und erstreckt sich ca. vier Kilometer von Westen nach Osten, wo er fast nahtlos in die Gemeinde Luková übergeht.
Nachbarorte sind Rudoltice im Norden, Lanškroun im Nordosten, Luková im Osten, Rychnov na Moravě im Südosten, Květná, Trpík und Anenská Studánka im Süden, Třebovice im Westen sowie Rybník im Nordwesten.

## Geschichte
Der Ort wurde im Jahr 1304 als Tamichsdorf erstmals urkundlich erwähnt, als König Wenzel II. diverse Ländereien an das Zisterzienserkloster Königsaal (Zbraslav) verschenkt. 1402 wird Tamichsdorf vom Augustinerkloster in Lanškroun verwaltet.
Im Jahre 1568 waren nach einem unkritischen und ungenauen Urbar, welches nicht mit einem Kataster im neuzeitlichen Sinn vergleichbar ist, in Damníkov neben den Inwohnern und Insassen, die keinen Besitz hatten, 48 Hauswirte ansässig (davon 46 Bauern und zwei Müller) sowie ein Erbrichter „mit freien Ruten“; nach einer ebensolchen „Steuer-Rolla“ von 1654 betrug die Anzahl der Hauswirte 51 (davon 44 Bauern, 5 Hüttner und zwei Gärtner). In den Anmerkungen zu dieser Rolla heißt es:

„23 Bauern und ein Hüttner haben noch je eine Hütte, zwei Bauern zwei Hütten, der Erbrichter zwei Hütten und eine Mühle. Zwei Höfe (20 und 10 Strich) sind öde und zerfallen. Ein Bauer wurde 1653 neu angesiedelt. Die Hüttner sind nachträglich als Gärtner bezeichnet. 40 Ansässigkeiten.“

Im Befund zur „revisitierten Rolla“ (1747/1751/1756) hielt man fest:

„Zwei verödete Wirtschaften wurden 1658 beziehungsweise 1666 neu besiedelt und als Hüttner gerechnet. Neun Bauern haben zur Hälfte gesät. Neun Höfe sind 1712 bis 1745 abgebrannt. Dorf hat in Feldern, Wiesen und Holzfuhren nach Landskron große Ähnlichkeit mit Sichelsdorf. Gebäude sind jedoch oft stark verfault, viele zerstört. 27 1/4 Ansässigkeiten.“

### Bevölkerungsentwicklung
Die Gemeinde war seit dem 13./14. Jahrhundert bis 1945/46 überwiegend von Deutschmährern bewohnt. 1843 hatte der Ort 1425 Einwohner, 1910 waren es 1255. Die deutschsprachige Bevölkerung wurde nach dem Zweiten Weltkrieg auf Grund der Beneš-Dekrete enteignet und vertrieben. Durch den Weltkrieg und die Vertreibung sank die Bevölkerungszahl des Dorfes von 1043 Einwohnern (1930) auf 632 im Jahr 1950 ab. Im Jahr 2019 gab es in Damníkov 698 ständige Einwohner. Die Einwohneranzahl liegt demnach im 21. Jahrhundert unter den durchschnittlichen Bevölkerungszahlen zwischen 1869 und 1930.

## Sehenswürdigkeiten
- Kirche St. Johannes der Täufer – eine neugotische Kirche, nach Plänen von Karl Weinbrenner in den Jahren 1895 bis 1898 errichtet. Die ursprünglichen, gotischen Gemäuer wurden 1895 abgerissen. Besondere Teile und andere Steinelemente der alten Kirche mauerte man in die Friedhofsmauer ein.
- Barockes Pfarrhaus aus dem Jahre 1754
- Eine Statue des Heiligen Prokop, die die Jahreszahl 1701 trägt.
- Eine Statue des Heiligen Nepomuk, die die Jahreszahl 1713 trägt.

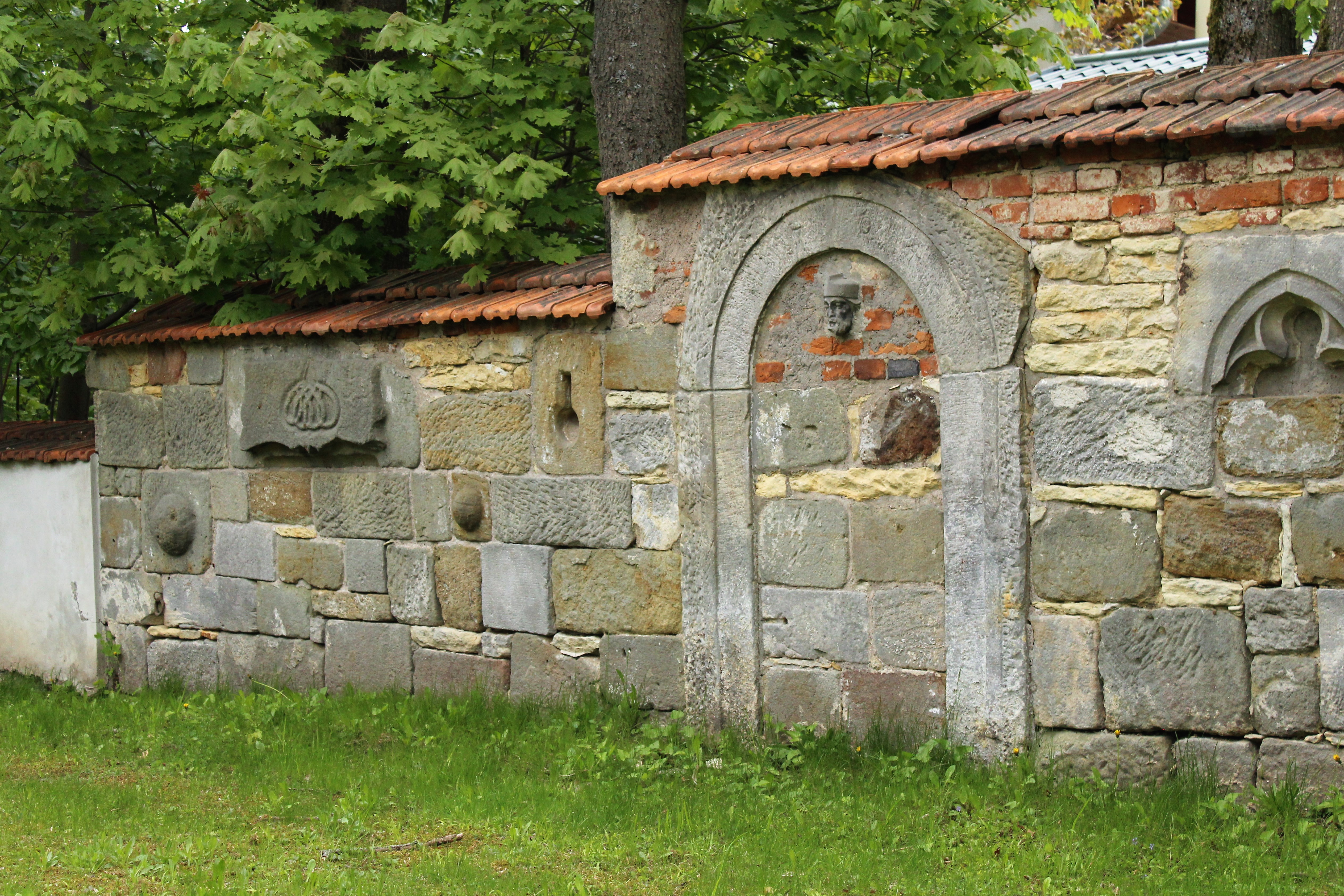
Steinelemente einer alten gotischen Kirche, eingemauert in eine Friedhofsmauer
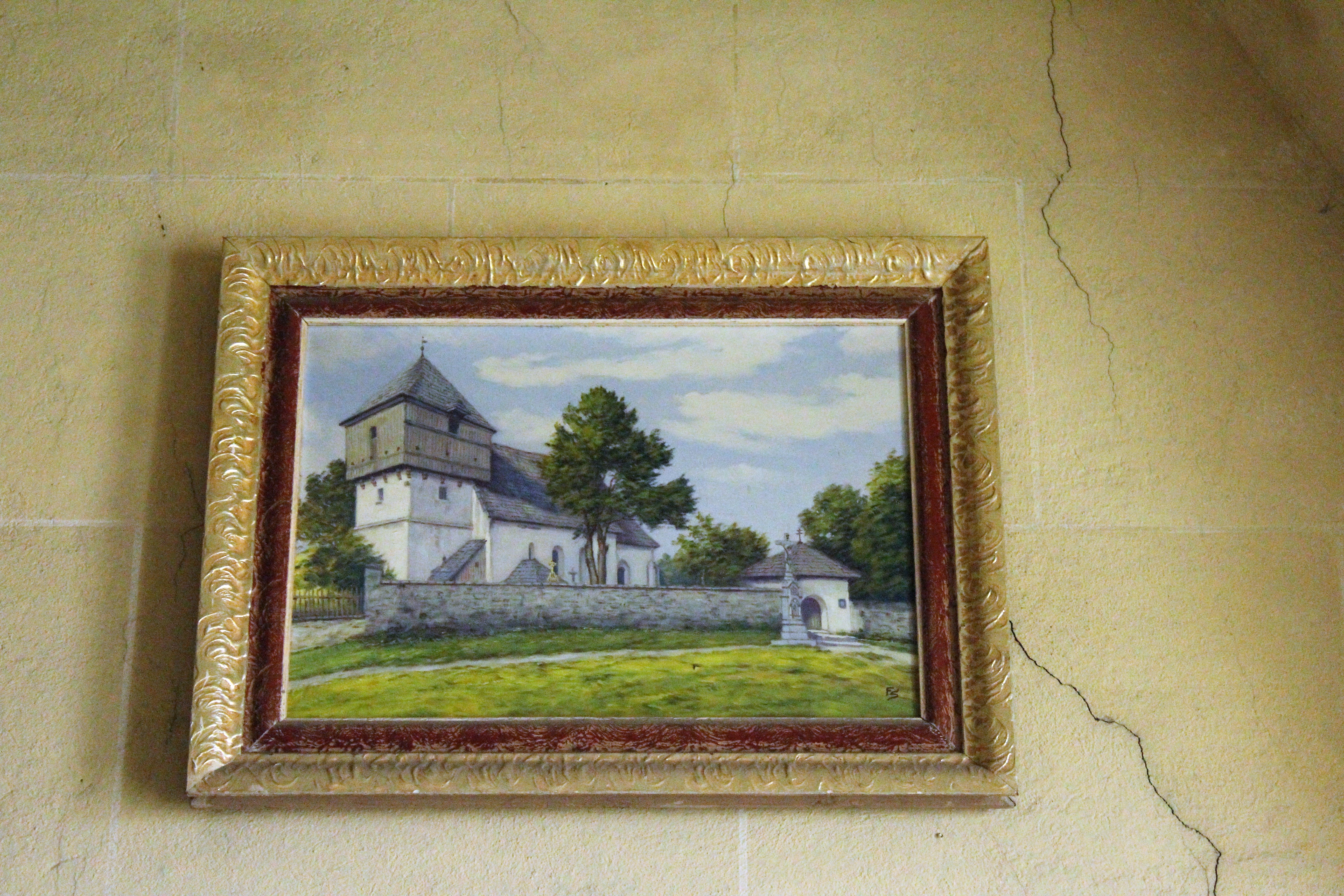
Bild der ursprünglichen Kirche von Damníkov

## Söhne und Töchter der Stadt
- Julius Roller (1862–1946), Abgeordneter zum Böhmischen Landtag, zum Österreichischen Abgeordnetenhaus, österreichischer Staatssekretär für Justiz und Präsident des Obersten Gerichtshofes
- Richard Frodl (1921–2002), Generalleutnant der Bundeswehr
- Rudolf Müller (1932), Politiker, von 1972 bis 1994 Mitglied des Deutschen Bundestages